# Nida (Ruciane-Nida)
Nida (niem. Nieden) – dawniej odrębna miejscowość, obecnie dzielnica Rucianego-Nidy w woj. warmińsko-mazurskim, w powiecie piskim.

## Historia
Nida to dawna rybacka osada, założona przed rokiem 1595. W jej miejscu w roku 1699 założono wieś, obok młyna na Nidce.
Początkowo Nida było gromadą w gminie Ukta, należącej do powiatu mrągowskiego. W 1950 wybudowano tu Zakład Płyt Pilśniowych i Wiórowych, w owym czasie uważany za jeden za najnowocześniejszych w Europie, obecnie (po ogłoszeniu upadłości w 1995) w ruinie.
Jesienią 1954 utworzono gromadę Ruciane składającą się z Rucianego i Nidy. 1 stycznia 1955 gromadę Ruciane przeniesiono do powiatu piskiego. 1 stycznia 1958 gromada Ruciane otrzymała prawa osiedla (a więc równocześnie Ruciane i Nida ustanowiły wspólny organizm aczkolwiek o nazwie Ruciane). W 1961 roku powierzchnia osiedla wynosiła 20,47 km² i liczyło 2921 mieszkańców. 1 stycznia 1966 roku osiedlu Ruciane nadano prawa miejskie, a nowe miasto otrzymało nazwę Ruciane-Nida.

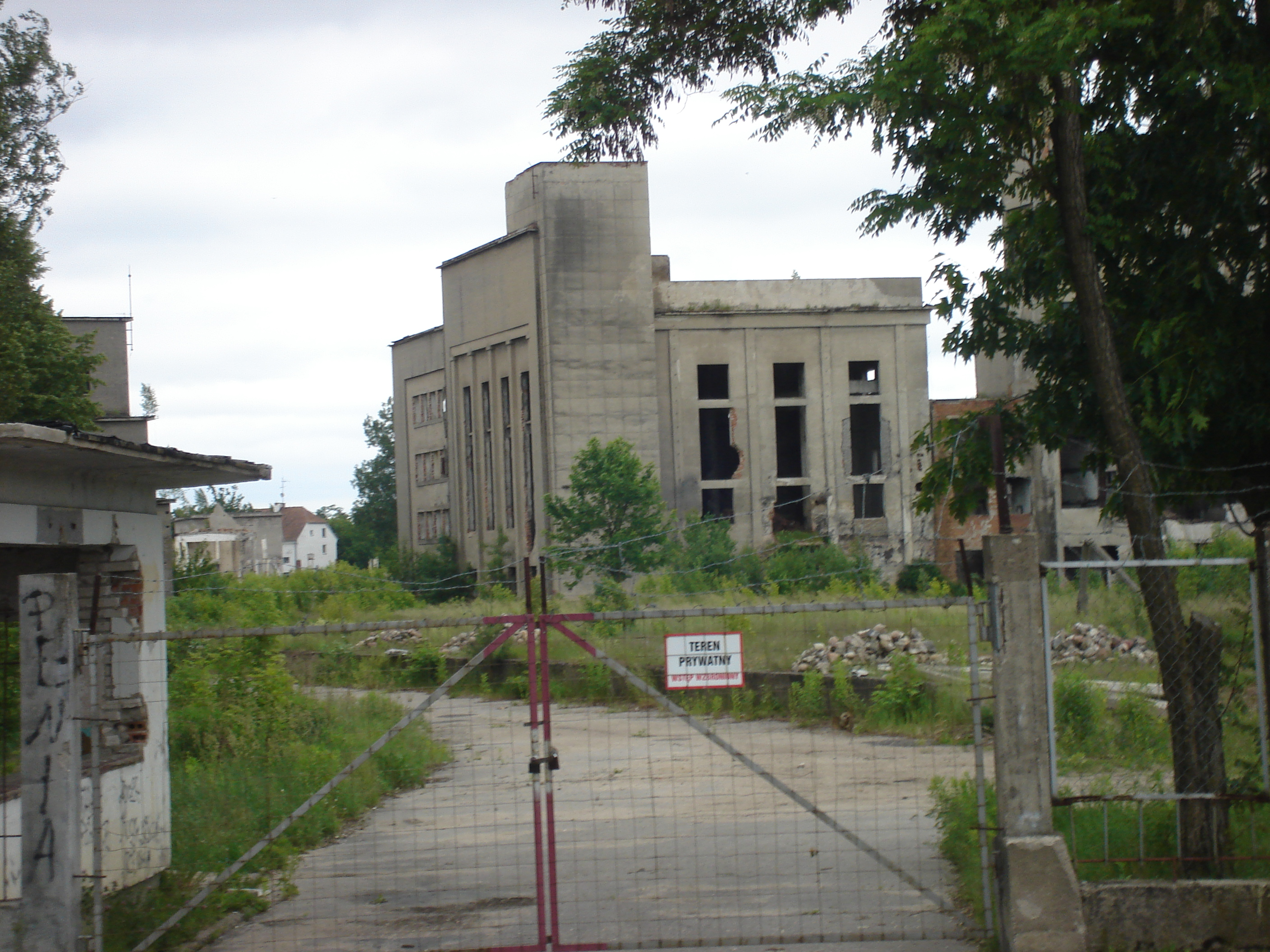
Ruiny zakładu